# Loge Broedertrouw
Loge Broedertrouw is een vrijmetselaarsloge in Doetinchem opgericht in 1881, vallende onder het Grootoosten der Nederlanden.

## Geschiedenis
De loge is voortgekomen uit de op 10 september 1874 opgerichte maçonnieke sociëteit met dezelfde naam, onder ressort van de Loge Karel van Zweden in Zutphen, opgericht door W. Ritter, H.J. Ketjen en G.E. van Barneveld. Zij telde 19 leden.
Door H.J.G. Furstner, H.J. Ketjen, F.E.K. Stoelman, W.J. van Barneveld, J.W. Sloot, G.A. de Boevé, J.L.A. Jaarsma, J.A. Schutte en J.B. Tempelaar werd op 15 juni 1881 het verzoek gedaan tot stichting van een loge in Doesburg. De loge werd op 9 januari 1882 geïnstalleerd. In 1927 werd de loge in Doetinchem gevestigd.

## Voorzittend Meesters
In onderstaande lijst een overzicht van de Voorzittend Meesters van Loge Broedertrouw gedurende de eerste eeuw van haar bestaan.
| Van  | Tot  | Voorzittend Meester   |
| ---- | ---- | --------------------- |
| 1874 | 1875 | W. Ritter             |
| 1875 | 1875 | B.C.L.A. de Ruyter    |
| 1875 | 1877 | F.E.K. Stoelman       |
| 1877 | 1878 | C. van der Wyck       |
| 1878 | 1881 | H.J. Ketjen           |
| 1881 | 1882 | H.J.G. Furstner       |
| 1882 | 1891 | J.H. Timme            |
| 1891 | 1894 | W.A. Kok              |
| 1894 | 1897 | H.J. Ketjen           |
| 1897 | 1898 | C.A. Lagaaij          |
| 1898 | 1908 | C. Misset             |
| 1908 | 1940 | J. Bardet             |
| 1946 | 1953 | B. Blokhuis           |
| 1953 | 1957 | A.H.H. Robbé Groskamp |
| 1957 | 1963 | J.G. Sissingh         |
| 1963 | 1969 | M.H. Bakker           |
| 1969 | 1972 | G.W. Wijtten          |
| 1972 | 1973 | J. Bosch              |
| 1973 | 1976 | G.J. Schoppert        |
| 1973 | 1973 | G.W. Wijtten          |

Vrijmetselarij · Beginselen · Geschiedenis · Symbolen · Vrijmetselaarsloge · Ordegrondwet · Obediëntie · Regulariteit en irregulariteit · Ritus · Graden · Grootmeester · Gemengde vrijmetselarij · Para-vrijmetselarij · Antivrijmetselarij · Vrijmetselarij in Nederland · Vrijmetselarij in België
>>> Meer info op Portaal:Vrijmetselarij <<<